# 菅沼久義
菅沼久義（日语：／ Suganuma Hisayoshi，1978年9月30日—），日本男性聲優，擅長演出少年、青年的聲線。代表作是天使的尾巴的睦悟郎，真·三國無雙系列的孫權、姜維。

## 出演作品

### 電視動畫
- 羅德斯島戰記-英雄騎士傳-－ダークエルフ
- 蟲孽－ジョーイ・ヒールド
- ONE PIECE－海賊、海軍、達摩、林德伯格
- Battle Spirits 少年激霸彈－暗殺者·克洛達爾
- 夢幻天女－學生
- 犬夜叉－城主
- 天使的尾巴－睦悟郎
- 地球防衛家族－學生A
- 戰鬥陀螺－エディ
- 爆裂戰士戰藍寶－住人
- 小小雪精靈－風精靈
- 天地無用!GXP－正木海
- FIRESTORM－ヤス
- DearS－2號、源先生
- 美鳥伴身邊－嵐
- 魔法少女加奈－ナツキ
- 漫畫派對－運送業者
- 極速攝殺－カオリ
- 火影忍者－水木（少年時期）
- MONSTER－ヤン・スーク
- 金色琴弦〜primo passo〜－佐佐木淳之介
- 王牌酒保－柴田
- Marginal Prince —月桂樹的王子們—－ユウタ
- 銀魂－橋田勘太郎
- 真仙魔大戰－忍犬ワンワン
- 地獄少女 二籠-細野颯太(第6話)
- BLEACH－汪達懷斯‧馬爾傑拉
- 黑執事－弗瑞德·阿巴萊
- 鬼太郎（2007年版）－青年
- 怪談餐館－タクマ
- 守護甜心!－石井大輔、タカシ
- 櫻桃小丸子－兄長
- 信蜂－柯那・告魯夫
  - 信蜂Reverse－柯那・告魯夫
- SD鋼彈三國傳BraveBattleWarriors－郭嘉華沙哥
- 機動戰士GUNDAM AGE－亞倫·拉多尼

2000年
- 櫻花大戰TV版

2002年
- 櫻桃小丸子（消除太郎、馬克（第2代）、皮耶爾）

2003年
- 鼻毛真拳（飛行員、兜襠布太郎）

2005年
- 鼻毛真拳（牛肉、蘭巴達）

2006年
- 工作狂人（攝影師、喜多島的秘書）
- 駭客根源（英世）
- 不可思議星球的雙胞胎公主（塔烏力）
- 貧窮姊妹物語（千代子的男學生）

2007年
- 飛天小女警Z（帥哥國中生）
- 驅魔少年（蓋伊）
- 童話槍手小紅帽（矮人族）

2008年
- 夏目友人帳（北本篤史、男生）
- 小雙俠（高田岩之介）

2009年
- 續 夏目友人帳（北本篤史）
- 元氣媽媽（水沼君、小鑽石、藝人、王子殿下）

2010年
- K-ON!輕音部（店員）

2011年
- 夏目友人帳 参（北本篤史）
- 我們沒有羽翼（滿夜、從士B）

2012年
- 櫻桃小丸子（平岡、佐倉武夫 其他）
- 夏目友人帳 肆（北本篤史、提起傳聞的妖怪）

2014年
- 諸神的惡作劇（純）
- 人生諮詢電視動畫「人生」（吉高）
- 宇宙浪子 第2期（ネイサン）
- 黑執事 Book of Circus（弗瑞德·阿巴萊）
- 境界觸發者（菊地原士郎、嵐山副）

2015年
- 金田一少年之事件簿 R 第2期（星桂馬）
- 排球少年！！第二季（秋宮昇）

2016年
- 夏目友人帳 伍（北本篤史）

2017年
- 正確的卡多（畫美[1]）
- 夏目友人帳 陸（北本篤史）
- 國王遊戲 The Animation（田崎大輔）

2018年
- 美男高校地球防衛部HAPPY KISS！（骨川筋緒）
- 狐狸之聲（孔卻[2]）
- 鬼太郎第6期（男廁的陽介）

2019年
- 鬼太郎第6期（荒尾一之進）

2020年
- 池袋西口公園（俊明）

2021年
- 境界觸發者 2nd Season（菊地原士郎）
- D_CIDE TRAUMEREI THE ANIMATION（古堅蘭堂）
- 境界觸發者 3rd Season（菊地原士郎）

2023年
- 不當哥哥了！（受）

2024年
- 夏目友人帳 漆（北本篤史[3]）

### 劇場版動畫
- 櫻桃小丸子：來自義大利的少年（馬克）

### OVA
- 哆啦A夢－マッチョ・コップ
- 蜜×蜜水果糖－櫻樹那由太
- 名偵探柯南 女高中生偵探 鈴木園子的事件簿－會澤榮介

### 網路動畫
2017年
- 梦王国与沉睡的100王子 短篇动画（貝吾爾）

### 遊戲作品
- 真三國無雙－孫權、姜維
- 真三國無雙2－孫權、姜維
- 真三國無雙2猛將傳－孫權、姜維
- 真三國無雙3－孫權、姜維
- 真三國無雙3猛將傳－孫權、姜維
- 真三國無雙3帝王傳－孫權、姜維
- 真三國無雙4－孫權、姜維
- 真三國無雙4猛將傳－孫權、姜維
- 真三國無雙4帝王傳－孫權、姜維
- 真三國無雙5－孫權
- 真三國無雙5帝王傳－孫權
- 真三國無雙6－孫權、姜維
- 真三國無雙6猛將傳－孫權、姜維
- 真三國無雙6帝王傳－孫權、姜維
- 真三國無雙7－孫權、姜維
- 真三國無雙7猛將傳－孫權、姜維
- 真三國無雙7帝王傳－孫權、姜維
- 真三國無雙8－孫權、姜維
- 無雙OROCHI－孫權、姜維
- 無雙OROCHI2－孫權、姜維
- 無雙OROCHI3－孫權、姜維
- 英雄傳說 空之軌跡－基爾巴特·斯坦因
- 英雄傳說 閃之軌跡IV -THE END OF SAGA-－基爾巴特·斯坦因
- 決戰II－馬岱、皇帝
- 決戰III－武田信康、森長可
- 太鼓達人系列－鼓棒師父、提燈鰻、ゲルマ
- 櫻花大戰V ～再見吾愛～－大河新次郎
- 超級機器人大戰MX－火星的後繼者
- 戰場女武神2 加利亞王立士官學校－ミンツ
- 時空幻境系列－コナー・クルフ
- 天下人－片倉景綱
- BLEACH系列－汪達懷斯‧馬爾傑拉
- 末世巡禮 ～再見了月之廢墟～－マオ
- Marginal Prince —月桂樹的王子們—－ユウタ
- Vitamin系列－斑目瑞希
  - [PS2]VitaminX（日语：VitaminX）
  - [DS]VitaminX Evolution
  - [PSP]VitaminX Evolution Plus
  - [DS]VitaminY
  - [PS2]VitaminZ（日语：VitaminZ）
  - [PSP]VitaminZ Revolution
- 公主日（日语：ひめひび -Princess Days-）系列－夏八木光
  - [PS2]公主日 -Princess Days-
  - [PSP]公主日 -Princess Days- 携带版
  - [PS2]公主日 -New Princess Days- 续！二学期
  - [PSP]公主日 -New Princess Days- 续！二学期 携带版
- [PS2/PC]乙女的恋革命（日语：乙女的恋革命★ラブレボ!!）－深水飒大
  - [PSP]乙女的恋革命 携带版
- [PS2]Lucian Bee's（日语：Lucian Bee's RESPERRECTION SUPERNOVA）系列－
  - Lucian Bee's RESPERRECTION SUPERNOVA
  - Lucian Bee's EVIL VIOLET
- [PC]KoiGIG～DEVIL×ANGEL～－
- [PC]樱坂一丁目一番地－樋口干
- [PC]Double Reacion!－寺泽海里
  - [PS2]Double Reaction! PLUS
- [DS]DUEL LOVE 恋爱少女是胜利女神（日语：DUEL LOVE 恋する乙女は勝利の女神）—二阶堂铁也
- [PS2]蜜×蜜水果糖 LOVE×LOVE HONEY LIFE－櫻樹那由太
- [DS]天下一★戰國LOVERS－直江兼續
- [PC]愛情研究院（日语：自律機動戦車イヅナ）－杉田正剛
- 公主聯盟－クルス
- 符文工廠 Frontier－マルコ
- 洛克人ZX·降臨－テティス
- 心跳回憶 Girl's Side 3rd Story - 平健太

## 外部連結
- 菅沼久義twitter （页面存档备份，存于）（日語）
- 事務所公開簡歷 （页面存档备份，存于）（日語）

1. ↑  . 正解するカド KADO: The Right Answer.   [2017-01-25]. （原始内容存档于2017-01-26）.
2. ↑  . 電視動畫「狐狸之聲」官方網站.   [2018-09-06]. （原始内容存档于2018-09-06）.
3. ↑  . Animate Times. 2024-03-23  [2024-03-23]. （原始内容存档于2024-03-28） （日语）.